# Lemur zwany Rollo
Lemur zwany Rollo (ang. Fierce Creatures) – brytyjsko-amerykański film komediowy z 1997 roku w reżyserii Freda Schepisiego ze scenariuszem Johna Cleese’a. Obraz nie jest oficjalnie sequelem, ale jego obsada, fabuła i ogólny ton są zadziwiająco zbieżne z filmem Rybka zwana Wandą (1988). Zdjęcia kręcono w zoo na wyspie Jersey.

## Opis fabuły
Film ten opowiada o próbach ratowania ogrodu zoologicznego. Jego nowy właściciel na kierownika mianuje byłego policjanta Rolla Lee (w tej roli John Cleese). Rollo widzi szansę dla zoo w zamienieniu małych, przyjemnych zwierzątek na dzikie i drapieżne, które przyciągną ludzi do zoo. Jednak Rollo nie potrafi zabić tych małych zwierzątek i chowa je w swoim mieszkaniu (m.in. lemura). O zachowanie ogrodu starają się również, z całkiem zresztą różnych pobudek, ambitna bizneswoman Willa (grana przez Jamie Lee Curtis) i zepsuty syn właściciela, Vince (w tej roli Kevin Kline).

## Obsada
- John Cleese
- Jamie Lee Curtis
- Kevin Kline
- Michael Palin